# Leuna
Leuna è una città tedesca di 14 011 abitanti, situata nel land della Sassonia-Anhalt.

## Storia
Il 1º novembre 1945 Leuna fu insignita del titolo di città.

## Geografia antropica

Mappa del territorio cittadino

Il territorio della città di Leuna comprende, oltre al nucleo urbano (Kernstadt) le seguenti frazioni:
- Friedensdorf
- Günthersdorf
- Horburg-Maßlau
- Kötschlitz (con le località di Möritzsch e Zschöchergen)
- Kötzschau (con le località di Rampitz, Schladebach, Thalschütz e Witzschersdorf)
- Kreypau (con le località di Wölkau e Wüsteneutzsch)
- Rodden (con la località di Pissen)
- Spergau
- Zöschen
- Zweimen (con le località di Dölkau e Göhren)

## Amministrazione

### Gemellaggi
Leuna è gemellata con:
- Wesseling, dal 1990
- Jaraczewo, dal 2010
- Clauen, dal 2010